# حسین نورانی‌نژاد
حسین نورانی‌نژاد قائم مقام دبیرکل و سخنگوی حزب اتحاد ملت ایران اسلامی، روزنامه نگار و آخرین رئیس کمیته اطلاع رسانی جبهه مشارکت ایران اسلامی در دوره فعالیت آن است.
آخرین مقطع تحصیلی او، کارشناسی ارشد در رشته حقوق بشر و دموکراتیزاسیون در دانشگاه سیدنی است.
نورانی نژاد در ۲۵ شهریورماه ۱۳۸۸ برای نخستین بار توسط وزارت اطلاعات بازداشت و به اتهام تبلیغ علیه نظام و اجتماع و تبانی به جهت اقدام علیه امنیت ملی ازسوی شعبه ۲۸ دادگاه انقلاب به ریاست قاضی مقیسه محکوم و پس از تحمل یک سال زندان در ۲۰ شهریور ۱۳۸۹ آزاد شد.
او یک بار دیگر نیز در روز دوشنبه اول اردیبهشت ۱۳۹۳ (۲۱ آوریل) و پس از مراجعت از استرالیا به ایران در منزل و این بار توسط سازمان اطلاعات سپاه یازداشت و در مرحله بدوی به شش سال حبس توسط شعبه ۱۵ دادگاه انقلاب به ریاست قاضی صلواتی محکوم شد که در تجدیدنظر به یک سال حبس تعزیزی بابت تبلیغ علیه نظام تغییر کرد و پس از اجرای این حکم در اسفند ۱۳۹۴ آزاد شد. 
او همچنین از دست اندرکاران تهیه کتابی به نام عاشورا در گذار به عصر سکولار است.